# Обещание (фильм, 2005)
«Обещание» (фин. Lupaus) — финский художественный фильм снятый режиссёром Илккой Ванне в 2005 году.

## Сюжет
Три девушки живут обычной жизнью, радуются, мечтают, строят планы. Анна готовится к свадьбе, а Мона и Рут — к учёбе в университете.
Но начавшаяся война разрушает их планы. Они вступают в ряды женской военной организации Лотта Свярд, и в её составе прибывают на фронт. Они не подозревают какие испытания и лишения ждут их впереди…
Действия фильма происходят в период войны Советского Союза и Финляндии с 1939 по 1944 годы.

## В ролях
- Лаура Бирн — Мона Мойсио
- Каролина Ван — Анна Мойсио
- Мийтта Сорвали — Лилли Мойсио
- Ханна Лекандер — Рут Лимнелл
- Пертти Свехольм — Хельмер Мойсио
- Вилле Виртанен — ветеринар
- Айно Манконен — Лиисе
- Анна-Майя Туокко — Анита
- Юхани Лайтала — Ойва
- Илкка Вилли — лейтенант Вейкко Вуори
- Ханнес Суоминен — Аксель
- Turkka Mastomäki — Лассе Эдельман
- Йенни Хаккала — Кайса
- Ханнеле Лааксонен — Хельми
- Пекка Хуотари — Роопе
- Кай Лехтинен — Оллинен
- Антти Луусуаниеми — сержант
- Инка Каллен — Кек-Лотта
- Кари Хиеталахти — Вилле
- Сулеви Пелтола — пастор в Киркконумми
- Кари-Пекка Тойвонен — капитан
- Минна Кангас — Майя
- Аня Похьола — Фанни Луукконен
- Тарья Матилайнен — Кирре
- Ээва-Майя Хаукинен — бабушка Анни
- Маркку Пелтола — Матти
- Юсси Лехтонен — Василий
- Юкка Ялканен — раненый лейтенант
- Ари-Кюёсти Сеппо — солдат в передвижной кухне
- Ристо Аалтонен — пастор в Туусуле
- Элина Хурме — старуха
- Тапани Пертту — доктор
- Антти Лауккаринен — военная полиция
- Пия Маннисенмяки — Сальме
- Аннина Арьоля — медсестра
- Маркку Хухтамо — Густав
- Теему Палосаари — солдат на вокзале
- Тату Сиивонен — Отто
- Юкка Кейнонен — подполковник Мяки
- Теуво Вильякайнен — пастор Ринне
- Раймо Ряти — инструктор по прожекторам
- Эйла Халонен — член Центрального совета
- Терхи Панула — член Центрального совета
- Марьюкка Халттунен — член Центрального совета
- Карин Пациус — член Центрального совета